# Chris Stewart (natation)
Pour les articles homonymes, voir Chris Stewart (homonymie) et Stewart.
Chris Stewart, né le 15 février 1978, est un nageur sud-africain.

## Carrière
Aux Jeux africains de 1999 à Johannesbourg, Chris Stewart est médaillé d'argent du 100 mètres brasse,.
Il a étudié à l'université du Tennessee, évoluant dans leur équipe de natation.